# エドゥアール・ベネディクトゥス
エドゥアール・ベネディクトゥス（Édouard Bénédictus、1879年 - 1930年1月28日）は、フランスの画家、作曲家、製本工、化学者、発明家、織物デザイナーである。
ベネディクトゥスはパリにあるLibraires des Beaux Artsで1924年および1925年にそれぞれ記された『Variations, quarte-vingt-six motifs décoratifs en vingt planches』および『Nouvelles Variations, soixante-quinze motifs décoratifs en vingt planches』とEditions Vincent Fréal et Cieによって1930年に出版された画集『Relais, quinze planches donnant quarante-deux motifs décoratifs』中のアール・デコの絵で有名である。『Nouvelles Variations』は織物と壁紙のデザインを集めたアルバムである。このアルバムは75のモチーフからなる20の図版によって構成されている。
ベネディクトゥスのパターンは1925年のパリ万国博覧会において大広間のカーペットに使われた。ベネディクトゥスはまた、宝飾品、タペストリー、革製品、家具、フレスコ画、織物をデザインした。
ベネディクトゥスは1903年のある日、実験室で床にフラスコを落としてしまったが、そのほとんどは原型を留めていた。ベネディクトゥスは、器具を密封するのに用いられていたコロジオンによってできた膜が内部からガラスを支えていることを発見した。数日後、ベネディクトゥスは新聞を読んでいると飛んできたフロントガラスによって死亡事故が起こったという記事を読んだ。ベネディクトゥスは実験を開始し、すぐに彼がTriplexと読んだ初めてのガラスパネルを作り上げた。このパネルはコロディオンによって2つのガラス板が接着されている。
1912年、雑誌『L'Art Decoratif』において記事が出版された。
モーリス・ラヴェルやその他の芸術家と共に、ベネディクトゥスはアパッシュの一員であった。